# Cristula integra
Cristula integra är en svampart som beskrevs av Chenant. 1920. Cristula integra ingår i släktet Cristula, divisionen sporsäcksvampar och riket svampar.   Inga underarter finns listade i Catalogue of Life.